# أسباب الحرب البولندية السوفيتية

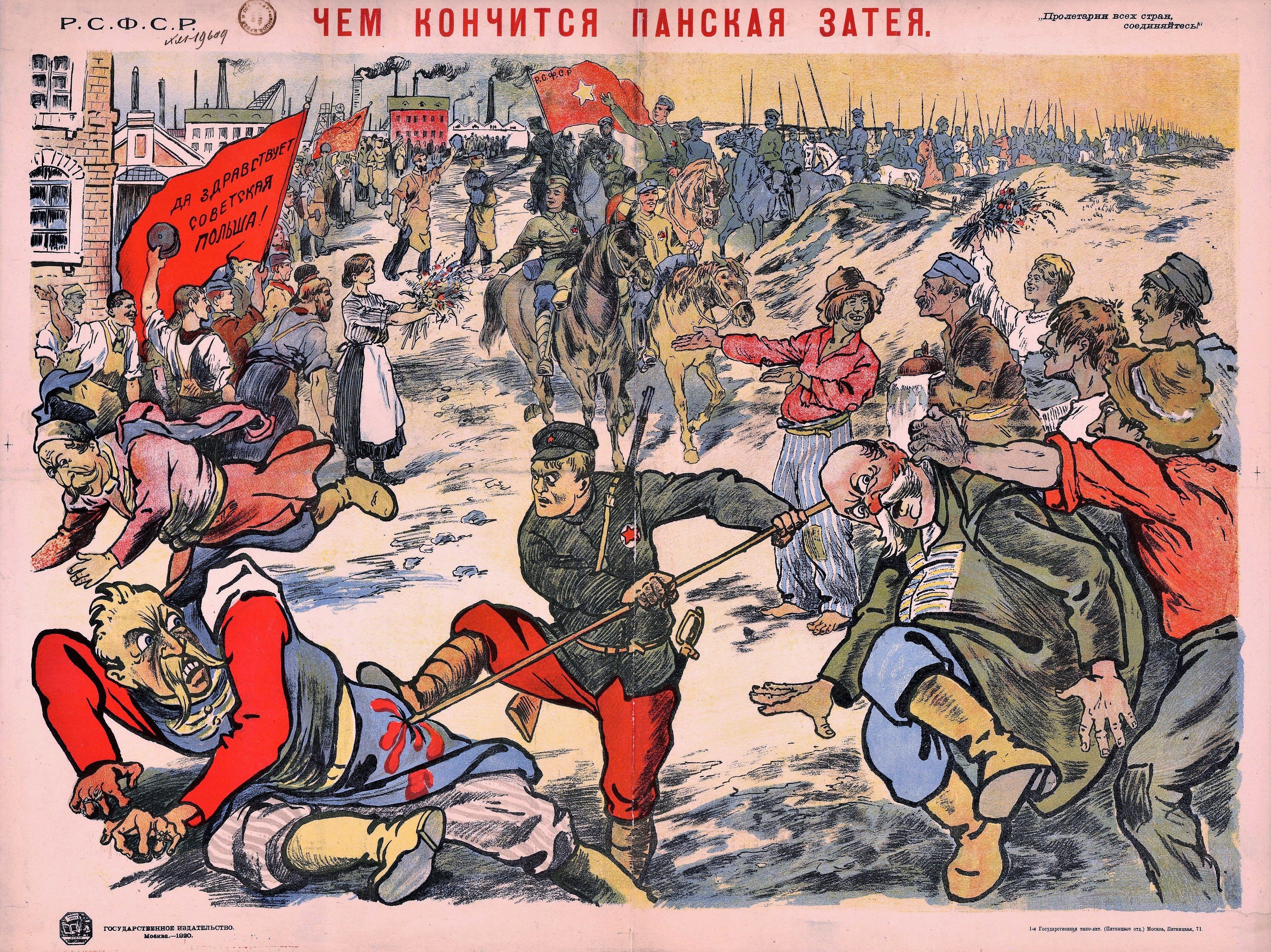

خلال الحرب البولندية – السوفيتية التي اندلعت في 1919 – 1921 كانت روسيا السوفيتية وأوكرانيا السوفيتية في حالة نزاع مع الجمهورية البولندية الثانية، التي أُعيد تأسيسها، وجمهورية أوكرانيا الشعبية المنشأة مؤخرًا. هدف كِلا الجانبين إلى تأمين الأراضي في المناطق المُتنازع عليها غالبًا في كريسي التي تشكل ما هو أوكرانيا اليوم وبعض من أجزاء بيلاروس الحالية، ضمن سياق عدم استقرار الحدود في أوروبا الوسطى والشرقية في أعقاب الحرب العالمية الأولى وانهيار الإمبراطورية النمساوية، والألمانية، والروسية. حدث الصدام الأول بين الطرفين في شهر فبراير عام 1919، لكن لم تندلع حرب واسعة النطاق قبل العام التالي. في البداية على وجه الخصوص، لم تكن روسيا السوفيتية، المتورطة في الحرب الأهلية الروسية، ولا بولندا، التي كانت لا تزال في المراحل الأولى من إعادة بناء الدولة، في وضع يمكنها من التخطيط والسعي لتحقيق أهداف حرب واضحة ومتناسقة.
في شتاء 1918 – 1919 باشرت الجمهورية الروسية الشعبية المُشكلة حديثًا «بهجوم غربي»، ما أسفر عن إنشاء الجمهورية السوفيتية في لاتفيا، وليتوانيا، وبيلاروس. كان الهدف الأسمى لفلاديمير لينين وتروتسكي هو نشر الثورة البلشفية في ألمانيا وأجزاء أخرى من أوروبا، ومع إدراك قدرتهم المحدودة في الانخراط في صراع واسع النطاق في أوروبا. بنى السوفييت قوات متمركزة لشن هجوم على بولندا، على الرغم من نفيهم رسميًا بالتخطيط لغزو.
من جانبهم، كان البولنديون يهدفون إلى ضمان استقلالهم، واحتواء أي ظهور للإمبراطوريات الروسية أو الألمانية، واستعادة المناطق في الشرق التي كان بها سكان بولنديون عرقيون وفقًا لحدود الكومنولث البولندي الليتواني التاريخي، التي كانت موجودة قبل تقسيم بولندا. تهدف خطة طموحة صاغها رئيس الدولة البولندي يوزف بيوسودسكي إلى إنشاء «مشروع ما بين البحار» واسع بين الدول المستقلة إلى غرب روسيا، بحيث تكون بولندا عضو رئيسي فيه. كان إبقاء أوكرانيا خارج النفوذ الروسي أمرًا ضروريًا لهذه الخطة، وكانت بولندا بالفعل في حالة حرب مع القوات الأوكرانية على شرق غاليسيا.
ومع تقدم عام 1919، غزت القوات السوفيتية كييف وتحالفت القوات البولندية مع الزعيم الأوكراني سيمون بيتورا الذي تولى الهجوم، وفي أوائل عام 1920 كانت بولندا قد شكلت بالفعل تحالفًا مع جمهورية أوكرانيا الشعبية، التي فقدت الكثير من أراضيها لصالح البلاشفة. وتزايدت بسرعة كل من القوات البولندية والسوفياتية في الساحة، وبدأت حرب شاملة مع هجوم كييف البولندي على أوكرانيا التي يسيطر عليها السوفييت.

## قبل التاريخ
كان الإقليم، الذي اندلع فيه هذا الصراع، جزءًا من خقانات روس من القرون الوسطى، بعد تفكك هذه الدولة الروثينية الموحدة (منتصف القرن الثاني عشر) التي تنتمي إلى الإمارة الروثينية في غاليسيا فولينيا، وبولوتسك، ولوتسك، وتيريبوليا، وإمارة توروف، دُمرت غالبية هذه الإمارات خلال الغزو المغولي- التتري في منتصف القرن الثالث عشر. فقدت بعض الأقاليم في منطقة دنيبر وساحل البحر الأسود استقرار السكان الروثيين لسنوات طويلة وأُطلق على المنطقة اسم وايلد ستيب أو السهول البرية. أصبحت هذه الأقاليم بعد الغزو المغولي- التتري هدفًا للتوسع في المملكة البولندية والإمارة الليتوانية. على سبيل المثال، في النصف الأول من القرن الرابع عشر استولت ليتوانيا على كييف، منطقة دنيسبر، وهي المنطقة بين نهر بريبيات وغرب دافينا، وفي عام 1352، قسمت بولندا وليتوانيا إمارة هاليتش-فولينيا. في عام 1569، وفقًا لاتحاد لوبلين، انتقلت غالبية الأراضي الروثينية التي تمتلكها ليتوانيا إلى التاج البولندي. انتشرت القنانة (كانت حالة من الرق أو العبودية المعدلة ظهرت أولا في أوروبا خلال العصور الوسطى) والكاثوليكية في هذه المناطق. دُمجت الأرستقراطية المحلية مع الأرستقراطية البولندية. نشأ الانقسام الثقافي، واللغوي، والديني، بين الطبقات العليا والدنيا في المجتمع.
أدى الجمع بين الاضطهاد الاجتماعي، واللغوي، والديني، والثقافي إلى انتفاضات شعبية مدمرة في منتصف القرن السابع عشر، لم تستطع الدولة البولندية الليتوانية التعافي منها. في العديد من المناطق التي دُمجت في الإمبراطورية الروسية في 1772-1795 بعد التقاسم، بقيت الفئة الأرستقراطية البولندية هي المهيمنة، وأُضيف على الأراضي التي دُمجت في الإمبراطورية النمساوية المجرية هيمنة الأرستقراطية البولندية مع غرس اللغة والثقافة الألمانية. خلال الحرب العالمية الأولى، قامت السلطات النمساوية المجرية بأعمال انتقامية ضد الأشخاص المُوجهين من قبل روسيا في غاليسيا الشرقية وحصلت الحركة القومية اليسارية البولندية بقيادة يوزف بيوسودسكي على دعم قوى المركز للنضال ضد روسيا. في أعقاب الثورة في روسيا وسقوط إمبراطوريتي هوهنزولرن وهابسبورغ في نهاية الحرب العالمية الأولى، استعادت بولندا استقلالها. قرر القادة البولنديون استعادة أكبر عدد ممكن من الأراضي التي كانت أجزاء من الدولة البولندية الليتوانية في عام 1772.

## دوافع بيوسودسكي
كانت السياسة البولندية تحت تأثير قوي من رجل الدولة والمارشال يوزف بيوسودسكي، الذي تصور دولة اتحادية بقيادة بولندا («اتحاد ما بين البحار») ويضم بولندا، وتشيكوسلوفاكيا، والمجر، وأوكرانيا، ولاتفيا، وليتوانيا، وإستونيا وغيرها من دول أوروبا الوسطى والشرقية التي ظهرت من جديد من الإمبراطوريات المنهارة بعد الحرب العالمية الأولى. كان للاتحاد الجديد حدود مماثلة لحدود الكومنولث البولندي الليتواني في القرنين الخامس عشر والثامن عشر، وكانت ذات ثقل موازٍ لأي نوايا إمبريالية لروسيا و/أو ألمانيا. وتحقيقًا لهذه الغاية، انطلقت القوات البولندية لتأمين أراض شاسعة في الشرق. ومع ذلك، عارضت خطة الاتحاد التي وضعها بيوسودسكي خطة سياسي بولندي مؤثر آخر، رومان دموسكي، الذي فضل إنشاء دولة بولندية وطنية ذات حجم أكبر.
لم يكن لدى بولندا أبدًا أي نية في الانضمام للتدخلات الغربية في الحرب الأهلية الروسية أو احتلال روسيا، كما حصل في القرن السابع عشر خلال الديميتريادز (الحرب البولندية الروسية). على عكس ذلك، بعد أن رفض الروس البيض الاعتراف باستقلال بولندا، قامت القوات البولندية، بناءً على أوامر من بيوسودسكي، بتأخير أو إيقاف هجماتها عدة مرات، ما خفف الضغط عن القوات البلشفية، وبالتالي ساهم بشكل كبير في هزيمة روسيا البيضاء.